# هوي فيتزجيرالد
هوي فيتزجيرالد (بالإنجليزية: Howie Fitzgerald) هو لاعب كرة قاعدة أمريكي، ولد في 27 فبراير 1902 في إيغل ليك في الولايات المتحدة، وتوفي في 27 فبراير 1959.

## وصلات خارجية
- هوي فيتزجيرالد على موقعبيزبول رفرنس.كوم (الدوري الرئيسي) (الإنجليزية)
- هوي فيتزجيرالد على موقع جمعية أبحاث البيسبول الأمريكية (الإنجليزية)